# Merom
Merom is een plaats (town) in de Amerikaanse staat Indiana, en valt bestuurlijk gezien onder Sullivan County.

## Demografie
Bij de volkstelling in 2000 werd het aantal inwoners vastgesteld op 294.
In 2006 is het aantal inwoners door het United States Census Bureau geschat op 291, een daling van 3 (-1,0%).

## Geografie
Volgens het United States Census Bureau beslaat de plaats een oppervlakte van
0,9 km², geheel bestaande uit land. Merom ligt op ongeveer 131 m boven zeeniveau.

## Plaatsen in de nabije omgeving
De onderstaande figuur toont nabijgelegen plaatsen in een straal van 20 km rond Merom.